# Speed Kills
Speed Kills è un film del 2018 diretto da Jodi Scurfield e interpretato da John Travolta.
La pellicola è l'adattamento cinematografico del romanzo omonimo scritto da Arthur J. Harris.

## Trama
Ben Aronoff è un imprenditore nautico che ha creato il suo impero da solo costruendo motoscafi veloci che col tempo hanno cominciato ad attirare i cartelli della droga attirandolo così nei loro traffici.

## Distribuzione
Il film è stato distribuito da nelle sale cinematografiche italiane a partire dal 16 agosto 2018.